# Dysstroma fusca
Dysstroma fusca là một loài bướm đêm trong họ Geometridae.